# Dumb and Dumberer: When Harry Met Lloyd
Dumb and Dumberer: When Harry Met Lloyd (titulada en Argentina como Tonto y retonto se conocen, en España como Dos tontos muy tontos: cuando Harry encontró a Lloyd, y en Hispanoamérica como Una joven pareja de idiotas) es una película de comedia de 2003 dirigida por Troy Miller y protagonizada por Derek Richardson y Eric Christian Olsen.
Dumb and Dumberer: When Harry Met Lloyd es una precuela de Dumb and Dumber.

## Argumento
Harry Dunne finalmente tiene la oportunidad de ir a una escuela normal. Al mismo tiempo, Lloyd Christmas ha sido adoptado e intercambiado varias veces hasta que finalmente es aceptado por el conserje de la escuela: Ray. Harry se encuentra con Lloyd camino a la escuela, en busca de un tesoro que su madre le pidió que encontrara en un choque accidental entre ambos y como si fuera el destino, los dos se convirtieron instantáneamente en mejores amigos. Lloyd le presenta a Harry su amigo: Turk, el bravucón de la escuela cuya función principal en la vida parece ser hacer que la vida de Lloyd sea miserable. Después de poner a Lloyd en un bote de basura, levanta a los dos amigos en un asta de bandera.
Mientras tanto, el corrupto director Collins busca la manera de conseguir una gran cantidad de dinero para conseguir un condominio en Waikiki, Hawái, para él y su novia, la señora Heller, la señora de la cafetería de la escuela. Al ver que Harry y Lloyd son izados en un asta de bandera, el director Collins decide establecer una clase falsa de necesidades especiales para estafar cien mil dólares a un exalumno con necesidades especiales llamado Richard Moffit. Obviamente, Harry y Lloyd están más que emocionados de ayudar, sin darse cuenta de la verdadera razón, y por lo tanto se encuentran inscribiendo a personas que son lo suficientemente especiales para la clase. Estos incluyen a Turk el bravucón; un adolescente llamado Toby que se rompió la pierna y el brazo en un accidente de patineta y a quien Lloyd cree que es un niño lisiado; Terri la hermosa novia de Toby, el adicto Lewis, a quien Harry y Lloyd creen que es un centauro después de verlo a medio vestir con su uniforme de mascota de caballo; Cindy, llamada «Ching-Chong», una estudiante china de intercambio que luego se convierte en la novia de Turk; y Carl un futbolista gravemente herido y obsesionado con su deporte. La señora Heller se convierte en la maestra de la clase falsa y la guarda en el cobertizo de herramientas de Ray. Jessica Matthews, una estudiante y reportera del periódico escolar, sospecha de la repentina contribución del director Collins. Jessica invita a Harry a salir y cenar en su casa para pedirle información. En la casa de Jessica, Harry no logra contener un ataque de diarrea en el cual en el intento de querer limpiarse termina ensuciando todo el baño con heces y se ve obligado a tomar un traje de la casa de Jessica y recibir los consejos de Lloyd para solucionar el problema. Al ver a Lloyd interactuando con Jessica, Harry aprovecha el momento para marcharse y Jessica invita a Lloyd a cenar y salir al siguiente día, no sin antes de que el padre de Jessica descubra la cochinada que Harry ocultaba en el baño lo cual hace que su padre se enfurezca y Jessica confíe más en Lloyd. Al día siguiente, Harry y Lloyd se pelean por Jessica, sin que ella lo sepa, lo que hace que el dúo rompa con enojo su amistad. Inevitablemente, los dos hacen las paces cuando Harry y Lloyd se dan cuenta de que no eran nada el uno sin el otro. Encuentran el cofre del director Collins en su oficina que contiene evidencia de todas las estafas que él y la señora Heller hicieron.
Al día siguiente, el director Collins descubre que falta su cofre de pruebas y la señora Heller acusa falsamente a Jessica de tomarlo. Como resultado, el director Collins llama en broma a sus padres y la mantiene en su casa durante la noche en un intento de interrogarla. Mientras tanto, la clase de necesidades especiales construye una carroza de George Washington para el desfile de Acción de Gracias. Sin embargo, después de que Lloyd y Harry descubren la evidencia en el cofre, cambian el flotador para parecerse al director Collins. Después de que la clase descubre su evidencia acuerdan usarlo como flotador. También planean que lo tire el autobús especial de la clase. Antes de sacar la carroza, llaman a la policía. Durante el desfile, el superintendente del distrito escolar hace que un detective de la policía se haga pasar por Richard Moffit, para que el director Collins se quede con la subvención. Eventualmente, la clase de necesidades especiales saca a relucir su carroza y demuestra que el director Collins y la señora Heller son ladrones al poner sus grabaciones en los altavoces, exponiendo así su trama. Antes de que el director Collins y la señora Heller escapen con el dinero, la policía los arresta. Jessica está agradecida por Harry y Lloyd y los considera héroes. Sin embargo, al igual que en la película original, los avances del dúo hacia Jessica son en vano, ya que resulta que Jessica tenía novio. Felicita a Harry y Lloyd por exponer el complot de Collins y la señora Heller y se va.
Harry y Lloyd prometen nunca pelear y arriesgar su amistad por una novia, pero cuando se dirigen a casa, Fraida Felcher y su hermana gemela, Rita, se acercan a ellos en un Ferrari 308 GTS rojo y se ofrecen a llevarlos a conocer una nueva chica. Después de que Harry y Lloyd entran en otro debate sobre qué chica quieren, Lloyd rechaza la oferta para resolver el debate, y Fraida y Rita se marchan furiosas, salpicando a Harry con barro en el proceso. Luego en el momento, mientras Harry camina hacia la calle sin ver, el padre de Jessica embiste accidentalmente a Harry con su coche, lo que hace que caiga en el parabrisas y en el capó cubierto de barro. El padre de Jessica reconoce a Harry, mientras se queja con Harry por lo sucedido en el baño de su casa y por ensuciar su coche con barro, Harry se levanta del coche sano y junto con Lloyd se escapan.

## Reparto
- Derek Richardson: Harry Dunne
- Eric Christian Olsen: Lloyd Christmas
- Teal Redmann: Terri
- Shia LaBeouf: Lewis
- Mimi Rogers: Sra. Dunne
- Rachel Nichols: Jessica
- Michelle Krusiec: Ching Chong
- Brian Posehn: Dependiente
- Cheri Oteri: Sra. Heller
- Elden Henson: Turk
- William Lee Scott: Carl
- Eugene Levy: Director Collins
- Luis Guzmán: Ray
- Bob Saget: Padre de Jessica
- Julia Duffy: Madre de Jessica
- Josh Braaten: Toby
- Julie Costello: Fraida Felcher
- Shawnie Costello: Rita Felcher

## Premios
- 2003: 3 nominaciones a los Premios Razzie, incluyendo peor guion.